# CHABA
Chaba (チャバ, Chaba) est un groupe de J-pop composé de trois membres. Ils ont formé en 1996 à l'Université d'arts d'Osaka et ont formulé leurs grands débuts en 2004 et ont signé à Ki / oon Records. L'un de leurs aspects les plus distinctifs est l'incorporation de l'instrument traditionnel d'Okinawa, le Sanshin, dans leur musique.
Leur chanson Parade a été utilisée comme thème du 12e générique de l'Anime Naruto.
Ils ont rompu le 7 avril 2008.

## Membres
- Ichirō Hirano (|一郎平野|)
- Daisuke Higa (|比嘉大佑)
- Shizuka Kaizuma (|鹿嶋静)

## Discographie
Album
- Chaba (6 novembre 2003)
- The Best of Chaba Kinema Rock Yūgi (6 novembre 2003)
- Seishun Kinema (18 août 2004)
- Atorie (2 août 2006)